# 林虑山
33°06′20″N 113°42′10″E / 33.10556°N 113.70278°E
林虑山位于中华人民共和国河南省林州市西部，是太行山脉的一部分。最高峰海拔1675米，主要景观有红旗渠、太行大峡谷、王相岩、桃花谷、天平山等。是国家重点风景名胜区。
洹河发源于林县林虑山。《水经注》說：“洹水出上党泫氏县。水出洹山，山在长子县也”，与事实不符，是個明顯的錯誤。新编《林县志》更正這個錯誤：“洹水发源于林县县北林虑山下。”

## 延伸阅读
[在维基数据编辑]
 《欽定古今圖書集成·方輿彙編·山川典·林慮山部》，出自陈梦雷《古今圖書集成》